# Стига вече! - Химн на Македонския народ
„Стига вече! - Химн на Македонския народ“ е химн по музика и текст на Панайот Пипков.

## Химн на Македонския народ

### Създаване
В началото на XX век Панайот Пипков е член на Ловешкото македоно-одринско дружество. В продължение на два месеца пребивава във Варна като диригент на музикално дружество. Среща се с Гоце Делчев, който го вдъхновява за създаване на „Химн на Македонския народ“. След завръщането си в Ловеч, представя в дружеството написания от него химн с текст и музика. Прието е специално решение на дружеството (запазено) да издаде химна за своя сметка. Съгласно решението е издаден в Лайпциг, (Германия) през 1902 година в самостоятелно издание с текст и ноти на 9 страници. Наименуван е „Стига вече! – Химн на Македонския народ“. Литографията на титулната страница е на Брейткоф и Гертол.

### Популярност
Химнът е изпълняван от оркестъра на Тридесет и четвърти пехотен троянски полк, чийто капелмайстор е Панайот Пипков. Поради настъпилите събития и промени в националната кауза след Балканската война и Междусъюзническата война химнът не получава съществена популярност.

### Текст
„Стига вече!“ – Химн на Македонския народ. Поезия и музика Панайот Пипков. Лайпциг, 1902 г.
I. Стига вече да търпим, народе мой,
грабни ножа, срещу злий тиранин твой,
за свобода ей часът удари веч,
върл душманин, да бяга надалеч!
II. Твойте поля родни, твоя роден край,
тъпчи с крак душманин, милост той не знай,
и народна гордост и права и ред,
всичко е погазил, турчина проклет!
III. Ставай мил народе, кат един човек,
срам е да робуваш, в тоз свободен век,
кръв пролий душманска, смъртта потърси,
стига толкоз мъка, робство и сълзи!